# Dos Erres
Dos Erres (spanisch für „Zwei Rs“) ist ein guatemaltekisches Dorf im Norden des Landes. Es liegt im Departamento Petén.

## Massaker
Im Zuge des Guatemaltekischen Bürgerkriegs (1960 bis 1996) fand im Dezember 1982 in Dos Erres ein Massaker statt, bei dem 252 Menschen ums Leben kamen.

### Verlauf
Laut der UNO-Wahrheitskommission Comisión para el Esclarecimiento Histórico drangen in den frühen Morgenstunden des 7. Dezember 1982 58 Soldaten der Eliteeinheit Kabil 201 als Guerilleros verkleidet in das Dorf ein. Bis zum Nachmittag des folgenden Tages töteten sie alle Einwohner, auch Frauen, Kinder und Schwangere, derer sie habhaft werden konnten. Die meisten der Opfer wurden mit Hämmern erschlagen, Frauen und Mädchen wurden teilweise vor ihrer Ermordung vergewaltigt, Kleinkinder wurden sooft gegen die Wand geworfen, bis sie tot waren. Erst als die Soldaten müde waren, fingen sie an, die restlichen Opfer zu erschießen. Der Großteil der Opfer wurde in einen Brunnen geworfen, bis dieser überquoll. Es gab nur zwei Überlebende. Ein Kind konnte sich verstecken und ein anderes wurde von Oberstleutnant Carlos Antonio Carías, dem Anführer der Einheit, adoptiert.

### Juristische Aufarbeitung
Das Massaker wurde von NGOs im Jahr 2000 am Interamerikanischen Gerichtshof für Menschenrechte angezeigt. Dieser wies Guatemala an, einen Strafprozess zu eröffnen, der von den Anwälten der Verteidigung durch massenhafte Anträge verzögert wurde.
Ende 2009 verurteilte der Interamerikanische Gerichtshof für Menschenrechte den Staat Guatemala zu der Zahlung von drei Millionen Dollar (damals etwa 2,9 Mio. Euro) an die Angehörigen der Opfer. Als Begründung wurde die nicht erfolgte staatliche Aufklärung des Massakers angegeben.
Erst am 25. Juli 2011 wurde in Guatemala-Stadt der Prozess eröffnet. Angeklagt sind Carías und drei seiner Untergebenen. Sein Adoptivsohn ist dabei einer der Hauptbelastungszeugen. Von den beteiligten Soldaten sind 18 identifiziert worden. Zwei davon starben vor Prozessbeginn und acht sind auf der Flucht. Gegen die restlichen vier wird ein abgesetzter Prozess eröffnet.
Am 2. August wurde Carías zu 6.066 und drei seiner Untergebenen für den Mord an 201 Männern, Frauen und Kindern und „Verbrechen gegen die Menschlichkeit und Gefährdung der Staatssicherheit“ zu jeweils 6.060 Jahren Haft verurteilt. Praktisch ist die Haft in Guatemala allerdings auf 50 Jahre begrenzt. Der „Veteranenverband der Armee“ protestierte gegen das Urteil. Die Verurteilen hätten den Kommunismus bekämpft und nur ihre Pflicht getan.
Am 13. März 2012 wurde ein fünftes Mitglied von Kabil 201 zu 6.066 Jahren Haft verurteilt. Der bei seiner Verurteilung 54-Jährige war als Ausbilder in der Einheit tätig.

### Gedenken
Am 7. Dezember 2013, dem 31. Jahrestag des Massakers, wurden die Gebeine von 163 Opfern an ihre Familien übergeben.